# Bruce Logan
Hubert Bruce Logan (Cambridge, Cambridgeshire, 2 de març de 1886 – Hitchin, Hertfordshire, 24 de novembre de 1965) va ser un remer anglès que va competir a començaments del segle xx.
Nascut Cambridge, fou membre del Thames Rowing Club. El 1909 i 1911 integrà la tripulació que guanyà la Stewards Challenge Cup de la Henley Royal Regatta. El 1912, juntament amb Charles Rought, guanyà la Silver Goblets. Aquell mateix any va prendre part en els Jocs Olímpics d'Estocolm, on guanyà la medalla de plata en la competició del quatre amb timoner del programa de rem, formant equip amb Julius Beresford, Karl Vernon, Charles Rought i Geoffrey Carr.